# Pierre Salinger

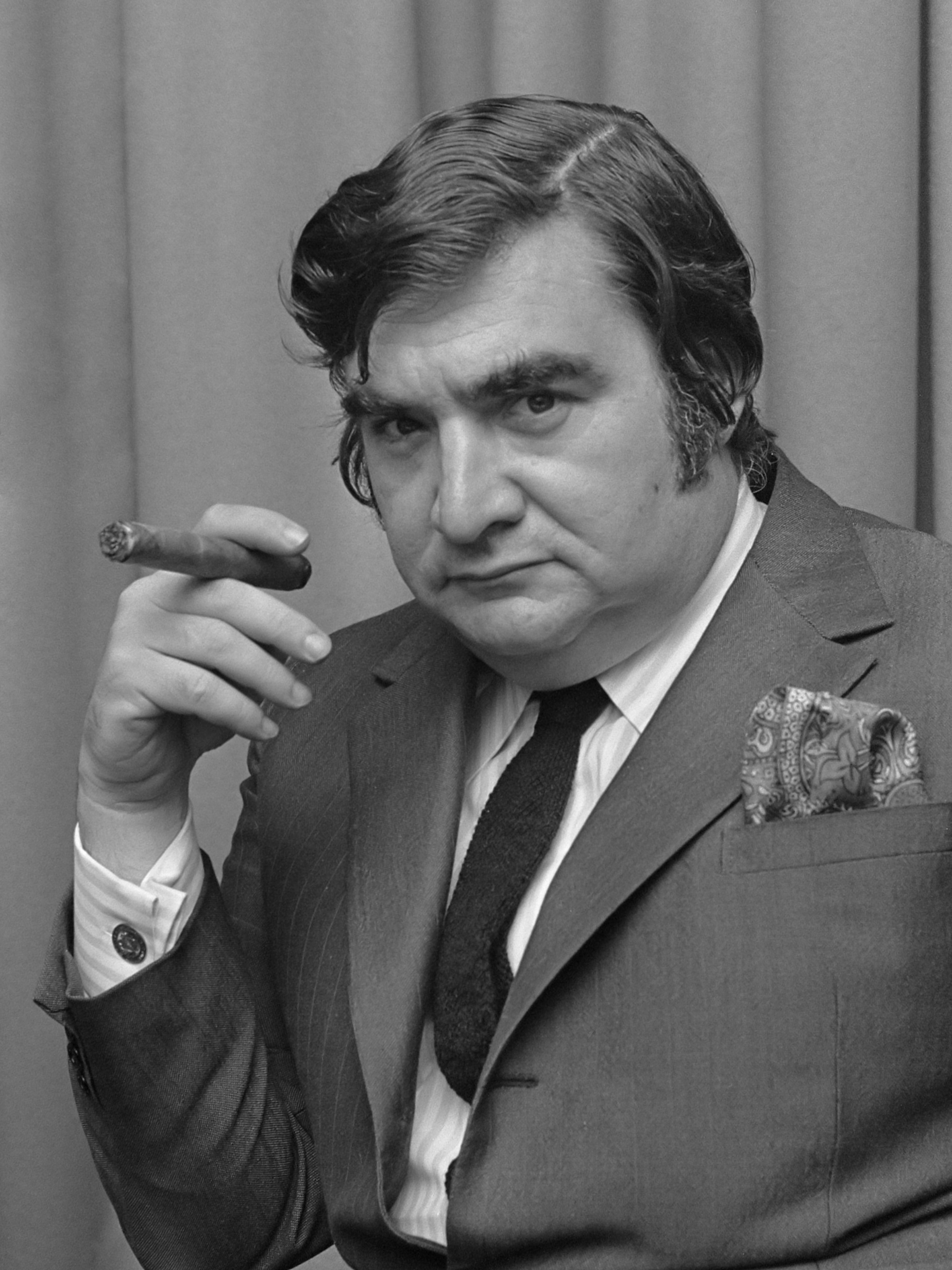
Pierre Salinger (1970)

Pierre Emil George Salinger (* 14. Juni 1925 in San Francisco, Kalifornien; † 16. Oktober 2004 in Cavaillon, Frankreich) war ein US-amerikanischer Journalist. Von 1961 bis 1964 war er Pressesprecher der US-Präsidenten John F. Kennedy und Lyndon B. Johnson. Anschließend rückte er für fast fünf Monate (4. August bis zum 31. Dezember 1964) in den Senat der Vereinigten Staaten nach, bevor er abgewählt wurde.

## Leben und Wirken
Salinger wurde als Sohn eines Amerikaners und einer Französin geboren. Von 1942 bis 1943 arbeitete er als Redakteur für den San Francisco Chronicle. Während des Zweiten Weltkriegs diente er als Leutnant bei der US-Marine. Von 1946 bis 1947 studierte er an der University of San Francisco, ging dann erneut zum Chronicle und 1955 zum Collier’s Magazine. Im Jahr 1957 wurde Salinger Mitarbeiter des späteren US-Justizministers Robert F. Kennedy, der damals für den US-Senat über organisierte Kriminalität recherchierte.

Pierre Salinger (l.) mit John F. Kennedy (1961)

Pierre Salinger wechselte 1959 als Pressesprecher zum damaligen US-Senator John F. Kennedy und gehörte bald zu dessen engstem Beraterstab. Er begleitete ihn durch die erfolgreiche Präsidentschaftswahl 1960, entwarf für ihn das Regierungsprogramm der New Frontier und wurde 1961 Pressesprecher des Weißen Hauses in Washington. Gemeinsam mit John F. Kennedy erfand er die bis heute beliebten Live-Pressekonferenzen des US-Präsidenten und machte Kennedy zum ersten Fernseh-Präsidenten der USA. Unter Dwight D. Eisenhower waren zwar Fernsehkameras bei den Pressekonferenzen erlaubt gewesen, jedoch entschied sein Pressesprecher, welche Aufnahmesequenzen veröffentlicht werden durften. Nach der Ermordung Kennedys im November 1963 blieb er noch bis März 1964 Pressesprecher unter Präsident Lyndon B. Johnson.
Im Jahr 1964 rückte Salinger als Demokrat für den verstorbenen kalifornischen US-Senator Clair Engle in den Kongress nach. Verfassungsgemäß wurde er dafür vom kalifornischen Gouverneur Pat Brown ernannt. Bei den Parlamentswahlen im selben Jahr verlor er jedoch das Mandat an den Republikaner George Murphy. Später zog er nach Frankreich – die Sprache hatte er von seiner Mutter erlernt – und arbeitete zunächst für das französische Nachrichtenmagazin L’Express. Im Jahr 1977 wurde er Bürochef des US-Fernsehsenders ABC in Paris, später Chef der ABC-Auslandskorrespondenten mit Sitz in London.
Nach dem Absturz des TWA-Flugs 800 im Jahre 1996 behauptete er, dass dies durch einen Beschuss durch die United States Navy verursacht worden sei, denn dies habe er im Internet gelesen. Die Journalistin Moira Gunn versuchte 1997 in einem Artikel für das Magazin Wired, für ein solches Verhalten den Begriff Pierre-Salinger-Syndrom zu prägen.
Salinger war Chevalier der französischen Ehrenlegion.

## Familie

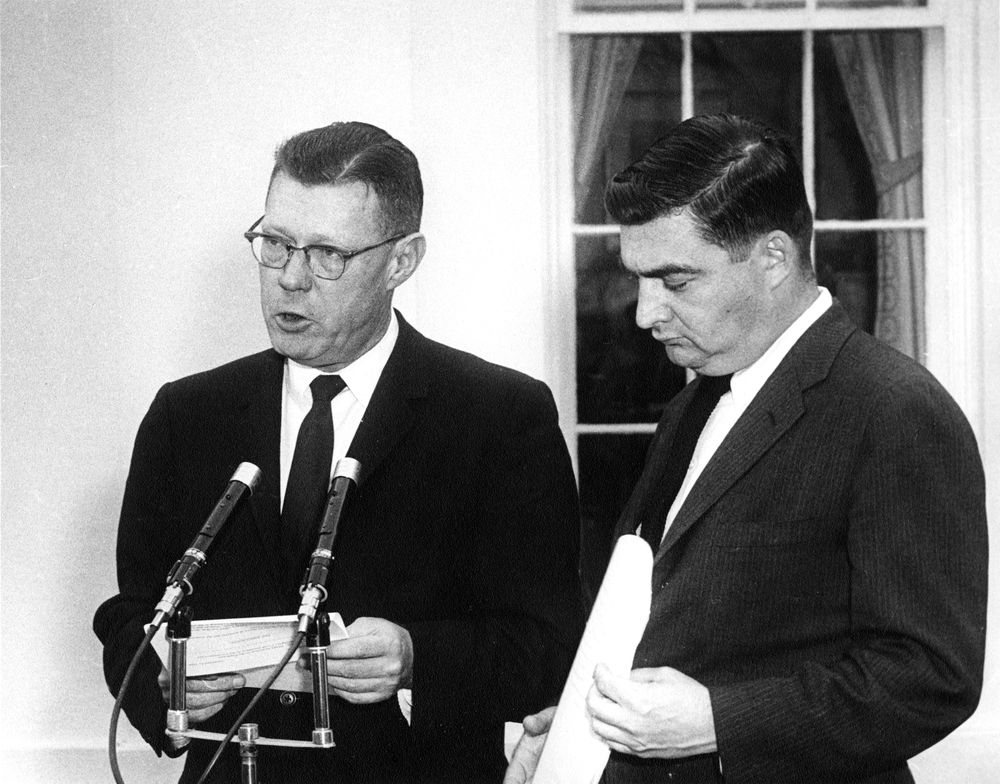
Salinger (r.) als John F. Kennedys Pressesprecher kurz vor dessen Amtsantritt; zusammen mit seinem Vorgänger als Regierungssprecher, James Hagerty (1960)

Salinger war in vierter Ehe mit Nicole Poppy Salinger verheiratet und hatte zwei Söhne, Stephen und Gregory. Seine private Vorliebe galt großen kubanischen Zigarren und französischen Weinen. Zuletzt lebte er in Le Thor nahe der südfranzösischen Stadt Avignon; er hatte seinen Alterssitz New York City verlassen, weil er es ablehnte, in den USA zu leben, solange George W. Bush Präsident war. Salinger starb an einem Herzinfarkt – eine Woche, nachdem ihm im Krankenhaus ein Herzschrittmacher eingesetzt worden war.

## Schriften
- Pierre Salinger: J. F. Kennedy. Econ Taschenbuch-Verlag, Düsseldorf/Wien 1992, ISBN 3-612-26002-2
- Pierre Salinger: Im Auftrag meiner Regierung. Ein politischer Roman. von Schröder, Hamburg/Düsseldorf 1972, ISBN 3-547-77906-5
- Pierre Salinger, Eric Laurent: Krieg am Golf: Das Geheimdossier. Hanser-Verlag, München/Wien 1991, ISBN 3-446-16356-5
- Pierre Salinger: P. S. A memoir. St. Martin’s Press, New York, NY 1995, ISBN 0-312-13578-5